# Limnophilomyia lacteitarsis
Limnophilomyia lacteitarsis är en tvåvingeart som först beskrevs av Alexander 1921.  Limnophilomyia lacteitarsis ingår i släktet Limnophilomyia och familjen småharkrankar. Inga underarter finns listade i Catalogue of Life.